# King (The King of Fighters)
King (キング Kingu?) es uno de los personajes en las sagas de videojuegos Art of Fighting y The King of Fighters. Hizo su primera aparición en la primera entrega del juego Art of Fighting, vive con su pequeño hermano Jan.

## Historia
La historia de King comienza cuando ella era una pequeña niña y es enviada a Tailandia junto a su hermano Jan para aprender el modo de lucha Muay Thai. King siempre ha sido y ha asumido el papel de madre para Jan y se preocupa mucho de él.
A pesar de ser una mujer, demostró ser una poderosa luchadora de Muay, pero por desgracia no podía participar en ningún torneo oficial por ser mujer.
Al año siguiente, un misterioso luchador llamado King entra al torneo. Todos los participantes se sorprendieron de ese enigmático peleador con cabello rubio corto y una camiseta. Este luchador, era claramente, King disfrazada de hombre (ya que a las mujeres se les tenía prohibido participar en torneos de artes marciales). Ella avanzó hasta la final con facilidad. En la final, King se las vio con el campeón de Muay Thai llamado Joe Higashi. La pelea era bastante buena, el peleador llamado King tomaba la ventaja y casi se lleva la victoria, cuando su oponente la tomó por la camiseta, en un brusco movimiento, se descubrió que en realidad se trataba de una chica, así que la pelea queda anulada. Los espectadores no salían de su asombro y al final se decidió que la final había quedado invalidada por la "trampa" de King, a la cual se le despojó de su participación del torneo, lo cual le dejó un trauma que duraría durante mucho tiempo.

## Art of Fighting
Tiempo después, ella decidió viajar a Estados Unidos para probar fortuna. Ella viaja al pueblo de South Town, y tras hacer malos negocios, terminó haciéndose cargo del bar "L'Amour", perteneciente a la mafia de South Town, encabezada por Mr.Big y Geese Howard, temiendo que no le dieran trabajo, ella se presentó vestida con un terno y cabello corto, haciéndose pasar por hombre, de ese modo, era uno de los matones de Mr Big, pero sin tener otra opción, ya que esta mafia antes de presentarse supo de sus habilidades de pelea y había raptado a su hermano menor, Jan, y la tenían amenazada de que si no obedecía sus órdenes lo matarían, también en esa época, King fue vencida en una pelea por el pandillero Jack Turner, quien creía que ella era hombre, King tendría por buen tiempo la obsesión de derrotar a Jack, cosa que en mucho tiempo no pudo hacer (Jack la superaba por mucho en esa época), es en ese tiempo cuando se encuentra con Ryo Sakazaki, quien se estaba metiendo con la banda debido a la búsqueda de su hermana secuestrada, Yuri Sakazaki, es ahí donde al llegar Ryo al bar, ella lo ataca, durante la pelea, Ryo le lanza una descarga de energía, con la cual ella le revela su identidad a ryo rogándole que no siga, al descubrir Ryo que "él" en realidad era "ella", le pide explicaciones, ella le cuenta su caso y le da datos de que Yuri quizás estaba en la base militar, Ryo le promete que derrotara a toda la mafia de South Town y rescataría a su hermanito; tras derrotar a Mr. Big y salvar a Yuri, Ryo cumple su promesa, y trae al pequeño Jan junto a su hermana, ella le queda sumamente agradecida, al año siguiente Big y Geese organizan lo que se considera el primer torneo "The King Of Fighters", King sabiendo del premio monetario, entra para poder obtenrelo y pagar la operación que su hermano necesitaba para que pudiera volver a caminar, durante esos combates, King logra derrotar a Jack por fin (quien también se da cuenta de que es una chica (para sorpresa y humillación de él, Jack usualmente no atacaba a mujeres o niños), pero cae vencida en las preliminares, King creía que su hermano estaba condenado a una silla de ruedas, para su sorpresa, Ryo y Robert pagan la operación de Jan, con lo cual Ryo le dice : "Con esto he pagado mi deuda contigo", King queda muy agradecida y se vuelve amiga de los Kyokugen.
Posteriormente a ello, ella y Jan se mudan a Inglaterra y ahí abre su propio bar, conocido como "Illusion", luciendo el mismo look que en South Town, pero ahora ella era la dueña y administradora.

## The King Of Fighters
En el año '94, ella se encontraba en Inglaterra, cuando llega a verla su amiga Yuri Sakazaki quien había conocido a Mai Shiranui, las dos chicas tenían invitaciones para participar en el torneo de KOF 94 y querían formar un equipo para un nuevo torneo ya que en esta ocasión la regla era que los participantes tenían que estar en equipos de tres. Ella acepta formándose el Women Fighters team, durante ese lapso, King derrotó a Chin Gentsai pero cae derrotada ante Benimaru Nikkaido, pese a ello, King y sus amigas festejan la unión de su equipo con una fiesta.
En el año 1995, King y sus amigas vuelven a ingresar en el torneo, y de nuevo vencen al equipo de Athena Asamiya, pero King cae derrotada ante Eiji Kisaragi, después de esa derrota, King decide tomarse un descanso por un tiempo y atender su bar y a su hermano.
En el año 1996, al ser organizado el nuevo torneo KOF por Chizuru Kagura, y tras la deserción de Yuri, Mai, busca a King para formar equipo, pero ella estaba más preocupada por la salud de su pequeño hermano Jan, quien se encontraba muy enfermo, Mai la convence de que así conseguiría el dinero para el hospital, ella acepta pero aún quedaba un inconveniente, les faltaba una un integrante, King busca a Kasumi Todoh, quien acepta la invitación, así, King las acompañó ese año. tras ser descalificadas del torneo (esta vez Athena las venció), Mai y Kasumi, quienes en un principio no congeniaban muy bien, se juntaron para pagarle el hospital de Jan, tras su recuperación ellas lo llevan junto a King, quien queda sumamente agradecida con sus amigas.
En el año 1997, tras ser convocada para formar equipo, ahora por Chizuru, actual organizadora del torneo, King vuelve junto con Mai, formándose nuevamente el Woman Fighters, pero esta vez, a causa de que Kasumi desapareció por buscar a su padre, la misma Chizuru se convierte en el tercer miembro del equipo, así, vuelven a perder frente al equipo de Athena, aparte, poco pudieron hacer contra Iori y Leona poseídos por Orochi y el "New Face Team" (Shermie, Yashiro y Chris), por lo que dejan todo en manos de Kyō Kusanagi, Iori Yagami y la propia Chizuru, quienes derrotan a Orochi, tras esto, King y sus amigas se tomaran unas vacaciones en la playa.
Pasan 2 años, en el '99, Blue Mary es quien la busca ahora, y siendo en esta ocasión equipos de a 4 participantes, cada una tenía el nombre de una conocida propia en mente, King a Kasumi, y Mary a Li Xianfei; tras ubicarlas y encontrarse con la sorpresa que ellas ya se estaban conociendo, de esa manera de nuevo se forma el Woman Fighters Team, sin embargo, no avanzaron mucho en esta ocasión, tras destruirse la base de NEST (y Krizalyd es asesinado por su propia gente), las chicas van a un restaurante, pero Xiangfei, de apetito voraz, comió tanto, que la cuenta ahora era más de lo que ellas traían de dinero, así que tuvieron que pagar lavando platos.
Al año siguiente (2000), tras el hecho de que Yuri Sakazaki huye de su casa porque ya no soportaba las órdenes de su padre, Yuri llama a King (ella ya se sentía cansada de perder siempre que duda) para que haga equipo con su hermano, Robert García y su padre (Takuma Sakazaki) sorprendió a todos cuando les hablo sobre Ryo (este se siente atraído por King desde la época de AOF 3); Takuma no puso objeción alguna, más bien le agrado la idea, pero Robert se opuso a la idea de reemplazar a Yuri en el equipo, por lo cual desafió a King a un enfrentamiento el cual queda en empate. Aceptando, Robert, con ello la participación de King. Empieza el torneo y Takuma, orgulloso y ansioso por ver el resultado de la final, lo alienta, aunque no llegaron muy lejos, pero durante los eventos del torneo, cuando Zero es asesinado por Kula Diamond, el cañón "Zero" se dispara sin control y en unos de esos disparos alocados, cuando está a punto de darle a King, Takuma la salva con un poder.
Pasa un año y en 2001, Li Xiangfei busca a King, Mai y Hinako para formar equipo, nuevamente se le convence a King para que participe, debido a que ella ya se sentía sumamente aburrida, al igual que en los otros torneos, el avance del equipo femenino no duro mucho.
En el 2003, ahora convocada por Mary, quien tenía una nueva misión de investigación, esta vez era acerca de los seguidores de Orochi que planeaban la resurrección de la deidad, ella necesitaba la ayuda de Mai y King, tras negociar quedan en un acuerdo y participan en equipo, sin embargo, la suerte fue la misma de los dos anteriores.
Tras el ataque sorpresivo que sufrió Takuma en el 2003 (se piensa que fue Eiji Kisaragi el que lo atacó), este se encontraba en el hospital y Ryo le envía una carta informándole a King que su padre se está (supuestamente) muriendo, así que ella viaja a Japón, lo que King no sabía es que era una farsa del propio Takuma para convencerla para que así ella participe con Ryo y Yuri en equipo (Robert no participaría por motivos de la empresa de su familia en ese año), al ver el ruego de Takuma, a King solo le quedó decir que si, en ese torneo (KOF XI), aunque no avanzaron mucho, pero al terminar la batalla, Ryo y King son invitados a un restaurante donde supuestamente
se encontrarían con los demás pero no tardaron en descubrir que todo era una broma pesada.
Pasados un par de años, se organiza el nuevo torneo KOF XIII, King decide entrar de nuevo con sus amigas Mai y Yuri, debido a que no quiere quedarse atrás respecto a sus compañeros y amigos, sin embargo el equipo femenino no logra gran avance, después de que Dark Ash es derrotado (al parecer por Elizabeth Blanctorche y su equipo), King es entrevistada junto con sus amigos del dojo Kyokugen, en el cual King se pone extremadamente roja de vergüenza, luego se iría a tomar unas copas con Mai y Yuri al Pao Pao Café, donde ya pasadas de copas, tienen una pelea con algunas chicas que no entraron al KOF XIII (como B.Jenet, Vanessa, Malin o Xiang Fei).

## Curiosidades acerca de King
1.-King ha aparecido en todas las ediciones en 2D de The King Of Fighters, excepto en la edición 2002, los diseñadores del juego, mencionaban que le daban un "descanso" (algo similar a lo que le ocurrió a Mai en la edición de KOF XI tiempo después), de hecho, ella aparecía en el fondo como un cameo en el escenario de México en ese juego, pero los fanes no les agrado esta decisión y hubo protestas por ello, así que en las versiones caseras del KOF 2002 se incluyó a King como personaje seleccionable por medio de una clave.
2.-En el anime de Art of Fighting, el cual es un OVA de no mucho éxito, su historia es muy diferente a la del juego, ya que ahí, se tomaron demasiadas libertades respecto a la historia original, a diferencia de esta, en esa animación King es cómplice de la banda de Mr. Big por voluntad propia también , en esta animación ella coquetea con Robert para intentar eliminarlo, al final del OVA, ella es arrestada y juzgada por sus crímenes.
3.-La voz de King ha sido interpretada desde su debut en Art of Fighting por la seiyuu Harumi Ikoma, quien también le da voz a Blue Mary (KOF y Fatal Fury) y a Nakoruru de Samurai Shodown.
4.-Se dice que la creación de King fue inspirada en la actriz y artista marcial Cynthia Rothrock.
5.-King siempre usa vestimenta masculina porque ella dice sentirse más cómoda con ella, ya que no le agrada ser exhibicionista (según ella) pero suele usar minifaldas y blusas como cualquier mujer, además es posible que también se deba en parte a un posible trauma debido a los problemas que tuvo cuando era más jovencita (que por su apariencia de mujer se le trató de forma discriminatoria en los torneos),a lo largo de los años, lo único que si cambia de su vestimenta es su saco, en ocasiones este cambia de color o no lo usa en batalla.
6.-En la saga de Art of Fighting, King tiene una animación especial, un detalle de lo que se le conoce como fan service: cuando ella era derrotada con un poder, se le rompía la camisa, dejando al descubierto su bien proporcionado busto (los detalles acerca del porque le sucede esto están en su biografía). Esta animación seguiría estando en el Art of Fighting 2 (añadiéndosele también a Yuri) y en los KOF 94 y 95.Este fan service fue eliminado en sagas posteriores, hasta KOF XIII que se vuelve a incluir.
7. -King también tiene una apariencia muy similar a la actriz venezolana Maite Delgado.